# Hans Hansen (arkitekt)
 Der er flere personer med dette navn, se Hans Hansen.
Henning Hans Christian Hansen (født 19. august 1899 i Avedøre, død 8. august 1958) var en dansk arkitekt og modstandsmand.
Hansen tog præliminæreksamen og kom dernæst i tømrerlære. Efterfølgende gik han på Teknisk Skole i København. I 1917 blev han optaget på Kunstakademiets Arkitektskole, i forskole for arkitekter 2 semestre, 1. bygningsklasse 1920-21. I 1927 modtog han den lille guldmedalje (for Omdannelse af Trekroner Fort til Navigationsskole). Han var ansat hos Gotfred Tvede 1920-22 og hos Carl Petersen, Aage Rafn og Anton Rosen 1924-27. Hansen var konduktør på opførelsen af Polyteknisk Læreanstalt, der var tegnet af Rosens elev C.O. Gjerløv-Knudsen, 1928-30.
Hans Hansen var fra omkring 1930 medarbejder på Poul Henningsens tegnestue, hvor han arbejdede med rentegningen af de berømte PH-lamper. Han hørte også til den polemiske redaktion på PHs kulturradikale tidsskrift Kritisk Revy, der udkom 1926-28. Han fungerede senere som selvstændig arkitekt, og har blandt andet tegnet KB Hallen, 4. Maj Kollegiet på Frederiksberg, Tivolis Koncertsal (sammen med Frits Schlegel) og et bygningsanlæg for General Motors på Aldersrogade 20, København. Han var en af de få danske modernistiske arkitekter, der anvendte kraftige farver i arkitekturen og havde en filosofi omkring farvernes anvendelse inde og ude.
Hansen var medlem af komiteen for Kunstnernes Efterårsudstilling 1942 og skribent ved LP-Nyt. Han var desuden deltager i modstandsbevægelsen under Besættelsen, hvor han ved befrielsen deltog i overtagelsen af Den Danske Frimurerordens stamhus på Blegdamsvej, der var besat af Schalburgkorpset. Efter krigen sad han i Modstandsbevægelsens kunstneriske Udvalg fra 1945.
Han udstillede værker på Charlottenborg Forårsudstilling 1924-29 og 1940, på verdensudstillingen i Paris 1925, på Bygge- og Boligudstillingen i Forum 1929 og på Snedkermestrenes Udstilling i København 1929.
Han rejste i Frankrig og Italien 1927 og var senere på kortere rejser til England, Norge, Sverige, Tyskland og Frankrig.

## Værker
- Ombygning af Nørre Voldgade 16, København (1932, præmieret)
- Thorvald Staunings æresbolig, Valeursvej 6, Hellerup (1934, præmieret)
- Villa, Hagens Allé 45, Hellerup (1934)
- Godthåbsvænge, Godthåbsvej 140-42, Frederiksberg (1934-35, præmieret, Emil Bissens Legat 1936, sammen med Alvar Lauritzen)
- Kratvænget 8, Ordrup (1937)
- KB Hallen, Peter Bangs Vej 147, Frederiksberg (1937-38, præmieret, sammen med ingeniør Christen Ostenfeld, fredet 2011, fredning ophævet som følge af brand i 2013)
- Borgevej 36, Kongens Lyngby (1939)
- Administrationsbygning for Dyrups Farvefabrik, Gladsaxevej 300, Gladsaxe (1940)
- General Motors' bygningsanlæg, Aldersrogade 20, København (1940-42, sammen med ingeniør S. Friis-Jespersen)
- Villa, Jens Jessens Vej 9, Frederiksberg (1944, præmieret)
- Udviklingsplan for Tivoli indtil 1975 (1945, sammen med G.N. Brandt og Poul Henningsen)
- 4. Maj Kollegiet på Frederiksberg, Frederiksberg Bredegade 13B, Frederiksberg (1949-51, fredet 2006)
- Restaurering af Pantomimeteatret i Tivoli (1950)
- Tivolis Koncertsal, Tietgensgade 20, København (1954-56, sammen med Frits Schlegel, ombygget og delvist nedrevet 2005)
- Frihedsmuseet, Churchillparken, København (1956-57, brandskadet 2013)

### Arkitekt på udstillinger
- Sundhedsudstillingen, Forum København (1939)
- Dansk Kunsthåndværk og -industri, Stockholm (1942)
- Frihedsrådets udstilling i København, Stockholm og Göteborg (1945)
- Desuden møbler, sølv og andet kunsthåndværk

### Skriftlige arbejder
- "Hvem sætter Vand over til Kaffe", Kritisk Revy, 2 hefte, 1927.
- "Til Hofbal i Futsko", Kritisk Revy, 1 hefte, 1928.